# Пальярская династия
Пальярский дом или Пальярская династия (исп. Casa de Pallars, кат. Casal de Pallars) — знатный род, представители которого были графами Пальярса, Нижнего Пальярса, Верхнего Пальярса и Рибагорсы.

## История

### Происхождение
Первым известным представителем дома был Рамон I (II), который после убийства в 872 году графа Тулузы Бернара II сумел стать правителем графств Пальярс и Рибагорса.
Точное происхождение графа Рамона I не установлено. В современных ему документах он упоминается как сын некоего графа Лупа, которого большинство историков считает идентичным с графом Бигорра Лупом I Донатом, представителем Бигоррской династии. Возможно, Рамон был младшим сыном Лупа и отсутствие у него надежды на часть отцовского наследства заставило его покинуть графство Бигорр и искать себе владение в соседних землях, принадлежавших графам Тулузы, родственником которых по матери он, вероятно, был.
Предполагается, что в начале 870-х годов Рамон I управлял Пальярсом и Рибагорсой от имени графа Тулузы, после смерти своего сюзерена стал графом Пальярса и Рибагорсы. Никаких подробностей о том, как это произошло, в современных Рамону документах не сохранилось. Народные предания говорят, что он был призван местными жителями стать их графом, чтобы защитить эти земли от нападений мусульман.
Получив власть, Рамон I сразу же разорвал все вассальные отношения с графами Тулузы и их сюзеренами, королями Западно-Франкского государства. Чтобы противостоять попыткам правителей Тулузы возвратить себе Пальярс и Рибагорсу, Рамон I заключил договор о союзе с мусульманами из семьи Бану Каси, обладавшими обширными землями к югу от его владений. Также граф Пальярса и Рибагорсы заключил союз с королём Памплоны (Наварры) Гарсией II Хименесом, выдав за него замуж свою сестру Дадильдис. Кроме того он поддерживал раскол, который вызвали в епархиях Испанской марки действия неканонического епископа Урхеля Эсклуа, желавшего избавить каталонские епархии от влияния про-франкской митрополии с центром в Нарбонне. По просьбе Рамона, в 888 году Эсклуа восстановил Пальярсское епископство, прекратившее своё существование после арабского завоевания Пиренейского полуострова в начале VIII века, выделив для этого земли из Урхельской епархии. Позже он смог захватить также часть области Собрарбе.
После смерти Рамона в 920 году произошло политическое разделение Пальярса и Рибагорсы, поскольку его владения были разделены между сыновьями, ставшими родоначальниками двух ветвей рода.

### Пальярская ветвь
Родоначальниками Пальярской ветви стали первый и третий сыновья Рамона I — (Исарн I и Лопе I), которые получили в управление графство Пальярс.
Из-за недостаточного освещения в источниках истории графства Пальярс середины X — начала XI веков, историками до сих пор не установлена точная хронология преемственности местных графов этого времени. В некоторые периоды графством управляло одновременно 2—3 графа, но установить разделение полномочий между ними невозможно. Но в итоге около 1010 года единственным графом остался Сунийе I, который лишил своего племянника Эрменгола графского титула.
После смерти графа Сунийе I в 1010/1011 году графство Пальярс было разделено на 2 части между его сыновьями, ставшими родоначальниками двух ветвей рода: ветви графов Нижний Пальярс и ветви графов Верхний Пальярс.

### Ветвь графов Нижнего Пальярса
Родоначальником ветви был старший сын Сунийе I — Рамон III, который получил западную часть графства Пальярс, получившую название Нижний Пальярс. После смерти графа Рибагорсы Гильема II, не оставившего наследников, Рамон III предъявил права на графство от имени жены, Майор, которая была сестрой (по другой версии дочерью) графа Кастилии Санчо Гарсии, мать которого, Ава, была дочерью графа Рибагорсы Рамона II. Однако на Рибагорсу предъявил права и король Наварры Санчо III, женатый на Муниадонне, старшей дочери Санчо Кастильского. В итоге в 1018 году Санчо III Наваррский занял центральную часть графства, где разбив мавров, вторгшихся в Рибагорсу. Северная часть графства оказалась в руках Рамона III Пальярского. После развода с женой Рамон III попытался сохранить свою часть графства, однако в 1025 году Санчо III присоединил большую часть северной части графства к Наварре. Рамон III сохранил только котловину Ногеры-Рибагорсаны.
Последней представительницей рода была Дульса, которая в 1192 году отказалась от графства в пользу короля Арагона Альфонсо II.

### Ветвь графов Верхнего Пальярса
Родоначальником ветви был второй сын Сунийе I — Гильем II, который получил западную часть графства Пальярс, получившую название Верхний Пальярс.
Последней представительницей рода была графиня Гильельма (ум. после 1250). В 1217 году она вышла второй раз замуж за виконта Кузерана Роже II де Комменж (ум. после 1240). Дети от этого брака и унаследовали в итоге Пальярс-Собиру.

### Рибагорская ветвь
Родоначальниками Рибагорской ветви стали второй и четвёртый сыновья Рамона I — Бернат I Унифред и Миро I, получившие в управление графство Рибагорса.
О том, как была разделена власть в графстве Рибагорса между братьями, точно не установлено. Предполагается, что Бернат I занимал главенствующее положение, поскольку имя Миро практически не упоминается в актах того времени. Возможно Миро I мог под верховной властью старшего брата управлять землями вдоль реки Ногера-Рибагорсана. Бернат I благодаря браку с Тодой, дочерью последнего графа Арагона Галиндо II Аснареса, находился в тесном союзе с Арагоном и Наваррой. Вместе с королём Наварры Санчо I Гарсесом и мусульманином Амрусом ибн Мусой, сыном Мухаммада ал-Тавиля, он около 920 года совершил нападение на принадлежавшую мувалладской семье Бану Каси крепость Монсон и захватил округ Рураль (в долине Гальего). В первые годы своего правления Бернат закончил завоевание Собрарбе, начатое ещё его отцом. Однако в 940-х годах Собрарбе перешла из под власти графа Рибагорсы к королю Наварры Гарсии I Санчесу, однако обстоятельства этого события неизвестны. Также Бернат I покровительствовал монастырям Алаон и Лаваш, находившимся в его владениях, и епархии Пальярс.
После смерти Берната I и Миро I в Рибагорсе правили их сыновья, Рамон II и Гильем I. Граф Рамон II известен, в основном, только как покровитель и благотворитель церквей и монастырей, находившихся в его владениях. Уже в 956 году Рамон содействовал переносу на территорию своего графства епископской резиденции Пальярсской епархии, под которую он передал только что построенную им в память о своём умершем отце большую церковь Сан-Висент в городе Рода-де-Исабена. Согласие на перенос центра Пальярсской епархии было получено у архиепископа Нарбонны Аймерика, главы митрополии, в которую входили все епархии Каталонии. По месту новой резиденции епархия получила название епископство Рода. Главой епархии стал младший из сыновей Рамона II, епископ Одесинд. Перенос центра Пальярсского епископства в графство Рибагорсу позволило значительно снизить давление, оказываемое на эту епархию епископами Урхеля, которые требовали возвращения под их юрисдикцию земель, принадлежавших епископству Пальярс. Одновременно, существование на территории Рибагорсы самостоятельной епархии значительно повысило авторитет местных графов среди других каталонских владетелей. Текст дарственной хартии, данной Рамоном II церкви Сан-Висент-де-Рода 1 декабря, вероятно, 957 года, свидетельствует, что в это время граф Рибагорсы признавал своим сюзереном только короля Западно-Франкского государства Лотаря.
Рамону II наследовал его старший сын Унифред I, соправителями которого были его младшие братья Арнау I и Исарн I, которые последовательно наследовали старшему брату. Об их правлении известно очень немного. Унифред был известен как покровитель и благотворитель церквей и монастырей, находившихся в его владениях. Исарн I был последним законнорождённым представителем рода, он погиб в 1003 году в борьбе с маврами в битве при Альбезе.
Наследовала Исарну его сестра Тода. За время её самостоятельного правления к 1006 году бо́льшая часть Рибагорсы была завоёвана хаджибом Кордовского халифата Абд аль-Маликом аль-Музаффаром. в 1006/1008 году она вышла замуж за графа Пальярса Сунийе I Таким образом, в руках Сунийе вновь оказались все владения Пальярсской династии, разделённые после смерти графа Рамона I в 920 году. Выданные Сунийе хартии свидетельствуют, что он в 1008—1010 годах осуществлял вместе с Тодой управление оставшимися в руках христиан землями Рибагорсы, однако ни о каких его попытках отвоевания захваченных маврами земель исторические источники не сообщают.
После смерти Сунийе Пальярс и Рибагорса опять разделились, поскольку новым правителем в Рибагорсе стали ни прямые наследники Сунийе, а племянник графини Тоды, граф Гильем II, незаконнорождённый сын Исарна I, получивший графство при помощи своего двоюродного брата, графа Кастилии Санчо Гарсии.
Гильем умер около 1018 года, не оставив наследников, после чего за Рибагорсу развернулась борьба между его родственниками.

## Генеалогия
Рамон I (II) (ум. 920), граф Пальярса и Рибагорсы с 872$ 1-я жена: Гинигента, дочь Аснара Дато; 2-я жена: дочь Мутаррифа ибн Лубба из семьи Бану Каси
- (от 1-го брака) Исарн I (ум. в 948 или после 13 сентября 953), граф Пальярса 920—948; 1-я жена: Аделаида; 2-я жена: N
  - (от 1-го брака) Гильем I (ум. ок. 950), возможно граф Пальярса с 948
  - (от 1-го брака) Ирменгарда, аббатиса монастыря Сан-Пере-де-Бургал с 945/947
- (от 1-го брака) Бернат I Унифред (Унифред I)[6] (ум. 950/956), граф Рибагорсы с 920; жена: с до сентября 916 года Тода (ум. в 941), дочь графа Арагона Галиндо II Аснареса
  - Рамон II (III) (ум. 960/970), граф Рибагорсы с 950/956; жена: Гарсенда (ум. 957/990), дочь графа Фезансака Гильема Гарсии.
    - Унифред I (II) (ум. 980/981), граф Рибагорсы с 960/970; жена: Санча
    - Арнау (Арнальдо) I (ум. после 990), граф-соправитель Рибагорсы с 960/970, граф Рибагорсы с 980/981
    - Исарн I (ум. 1003), граф-соправитель с 960/970, граф Рибагорсы с после 990
      - (незак.) Гильем II (ум. ок. 1018), граф Рибагорсы с 1011

    - Одесинд (ум. в 975), епископ Роды с 955
    - Ава (ум. после 995); муж: с 958/961 Гарсия Фернандес (938—995), граф Кастилии с 970
    - Тода (ум. 1011/1017), графиня Рибагорсы 1003—1011 (возможно в 960/970—1003 — графиня-соправительница); муж: с 1006/1008 Сунийе I (ум. 1010/1011), граф Пальярса с 948/950, граф-соправитель Рибагорсы с 1006/1008

  - Галиндо (умер после 930); жена: с ок. 930 Веласкита, дочь короля Наварры Санчо I Гарсеса
  - Боррель[7]
    - (?) Лопе

  - Миро, от жены унаследовал земли в Нахере; жена: N
  - Ава
- (от 1-го брака) Лопе I (ум. 948), граф-соправитель Пальярса 920—948; жена: Готруда[8] (умерла около 956/963), внебрачная дочь графа Сердани Миро II, он имел пять детей:
  - Рамон II (III) (ум. ок. 995 или после 7 ноября 1007), граф Пальярса с 948/950
  - Боррель I (ум. до 994), граф Пальярса с 948/950; жена: Ирментруда (Ирменгарда), вероятно дочь графа Руэрга Раймунда III
    - Эрменгол (ум. после 1030), граф Пальярса 995/1007—1010
      - Рамон (ум. после 1030)

    - Гильем
    - Исарн
    - Миро
    - Аба
    - Ирменгарда

  - Сунийе I (ум. 1010/1011), граф Пальярса с 948/950, граф-соправитель Рибагорсы с 1006/1008; 1-я жена: Ирментруда (Ирменгарда), вдова Борреля I, графа Пальярса, вероятно дочь графа Руэрга Раймунда III; 2-я жена: Тода (ум. 1011/1017), графиня Рибагорсы 1003—1011
    - (от 1-го брака) Рамон III (ок. 995/1000 — после 1047), граф Нижнего Пальярса с 1010/1011
      - Графы Нижнего Пальярса

    - (от 1-го брака) Гильем II (ум. до 1035), граф Верхнего Пальярса с 1010/1011
      - Графы Верхнего Пальярса

    - (от 1-го брака) Ирментруда; муж: Гильем I Миро (ум. 1035), виконт Урхеля с 977

  - Сунифред
  - Рикильда
- (от 1-го брака) Миро I (ум. 950/955), граф-соправитель Рибагорсы с 920; жена: Гемо
  - Гильем I (ум. после 976), граф-соправитель Рибагорсы с 950/956
  - Рамон
- (от 1-го брака) Ато (ум. 949/955), епископ Пальярса с 923

### Графы Нижнего Пальярса
Рамон III (ок. 995/1000 — после 1047), граф Нижнего Пальярса с 1010/1011; 1-я жена: ((развод около 1026/1027)) Майор (ум. ок. 1035), дочь графа Кастилии Гарсии Фернандеса и Авы Рибагорской; 2-я жена: Ирмезинда (ум. после 1040)
- (от 2-го? брака) Рамон IV (ум. после 1098), граф Нижнего Пальярса с после 1047; жена: Валенсия де Тост, дочь Арнау Мир де Тоста, виконта Ажера
  - Пере (Педро) Рамон I (ум. после 1113), граф Нижнего Пальярса с после 1098
  - Бернат (Бернардо) Рамон I (ум. 1131), граф Нижнего Пальярса с после 1113; жена: Тода, дочь Бернардо
    - Дульса (ум. после 1192), графиня Палларс-Хуссы 1182—1192

  - Арнау (Арнальдо) Рамон I (ум. после 1111), граф Нижнего Пальярса с после 1098; 1-я жена: Альмодис, дочь Энрике Сернанского; 2-я жена: Аделаида
    - (от 1-го брака) Арнау Миро I (ум. ок. 1174/1177), граф Нижнего Пальярса с 1131; 1-я жена: Эстефания (ум. после 1144), дочь Эрменгола VI, графа Урхеля, и Арсиды де Кабрера; 2-я жена: Ориа де Энтенса, дочь Бернардо, сеньора де Энтенса и де Алколеа
      - (от 2-го брака) Рамон V (ум. 1177/1178), граф Нижнего Пальярса с 1174/1177; жена: Англеса де Кардона, дочь Рамона Фольха III, виконта де Кардона, и Изабеллы Сибиллы Урхельской
        - Валенсия (ум. после 1182), графиня Палларс-Хуссы 1177/1178—1182

      - (от 2-го брака) Арнау

    - (от 2-го брака) Рамон де Таларн
      - Рамон

    - (от 2-го брака) Беренгер

  - Лоретта; муж: Санчо, виконт
- (от 2-го? брака) Сунийе
- (от 2-го? брака) Рикарда; муж: Гарсия Лисо

### Графы Верхнего Пальярса
Гильем II (ум. до 1035), граф Верхнего Пальярса с 1010/1011; жена: Эстефания, возможно дочь Эрменгола I, графа Урхеля
- Бернат (Бернардо) II (ум. ок. 1049), граф Верхнего Пальярса с до 1035
- Артау (Артальдо) I (ум. 1082), граф Верхнего Пальярса с ок. 1049; 1-я жена: с до 1050 Констанса; 2-я жена: с 1057 Люсия де Ла Марш, дочь Бернара I, графа де Ла Марш
  - Артау (Артальдо) II (ум. до 1124), граф Верхнего Пальярса с 1082; жена: Эслонса Мартинес, дочь Мартина Переса де Тордесильяса
    - Артау (Артальдо) III (ум. до 1167), граф Верхнего Пальярса с до 1124; жена: Инес
      - Артау (Артальдо) IV (ум. 1182/1192), граф Верхнего Пальярса с до 1167; жена: Гильельма
        - Бернат (Бернардо) III (ум. после 1199), граф Верхнего Пальярса с 1182/1192
        - Гильельма (ум. после 1250), графиня Верхнего Пальярса с после 1199; 1-й муж: Гильельм (ум. после 1205), сеньор де Эрил, граф Верхнего Пальярса; 2-й муж: с 1217 Роже II де Комменж (ум. после 1240), виконт Кузерана, граф Пальярса-Собиры (Роже I)

    - Артау (Артальдо)

  - От (ум. 1122)
  - Гильем
- Рамон (ум. после 1091)
  - (?) Теотбальд (ум. после 1090)
- Эльдионис; муж: Гитардо Исарно де Вальферрера